# Wilfred
Wilfred (transmitida bajo el nombre Wilfred: El peor amigo del hombre en Latinoamérica), es una comedia de televisión estadounidense que se estrenó el 23 de junio de 2011. Es la adaptación de la serie de televisión australiana del mismo nombre, emitida por SBS. Está protagonizada por Elijah Wood, junto al coautor y productor de la serie Jason Gann, repitiendo su papel del perro que da nombre a la comedia, Wilfred. La serie fue adaptada para el canal de televisión estadounidense FX, por David Zuckerman veterano de la serie Family Guy y varios episodios de American Dad. FX confirmó el 2 de octubre de 2013 que la serie fue renovada por una cuarta temporada. El 25 de junio de 2014 se estrenó dicha temporada y con ella la serie finalizaría el 20 de agosto del mismo año.

## Argumento
Wilfred se centra en Ryan Newman, (Elijah Wood) un joven abogado que lucha sin éxito abrirse paso por el mundo y en el perro de su vecina de 7 años de edad Wilfred, (Jason Gann). Ryan intentará suicidarse en varias ocasiones durante el primer episodio en medio de una crisis nerviosa. La nueva y atractiva vecina de Ryan, Jenna Mueller (Fiona Gubelmann), le pide que cuide a Wilfred durante el día. Ryan se sorprende al ver a Wilfred como a una persona en un traje de perro, mientras todos ven y oyen a Wilfred como un simple animal. Ryan, establece una singular amistad con Wilfred, la mascota canina de su vecina. A medida que lo guía a través de una serie de aventuras y desventuras cómicas y existenciales, Wilfred le muestra a Ryan cómo superar sus miedos y aceptar la impredecibilidad y la locura del mundo que lo rodea. Y Ryan siempre se pregunta ¿Qué es Wilfred?.

## Reparto

### Reparto principal
- Elijah Wood como Ryan Newman, el protagonista principal depresivo y "buscador de una mejor vida". Originalmente un abogado fracasado, Ryan estaba al borde del suicidio hasta que conoció a Wilfred, quien le aconseja vivir la vida a su manera. No siempre confía en Wilfred, ya que tiende a meterlo en problemas.
- Jason Gann como Wilfred, el perro de siete años de edad de Jenna. Es protector de su dueña y manipula a Ryan, quien se convierte en su mentor. Fuma cigarrillos y marihuana, toma cerveza, bebidas, come comida basura, y es propenso a diversos vicios. Mientras que Ryan (y el espectador) ve a Wilfred como un hombre en un traje de perro, para los ojos de todos los demás es un perro normal. En la 2 temporada el nombre completo de Wilfred se revela como Wilfred Fazio Mueller. Siempre dice que odia a los Gatos, pero al final le revela a Ryan que los ama.
- Fiona Gubelmann como Jenna Mueller, la vecina alegre y atractiva de Ryan y dueña de Wilfred. Ryan se enamoró de ella apenas la vio.
- Dorian Brown como Kristen Newman, la dominante, nerviosa, y persistente hermana mayor de Ryan que trabaja en el hospital como partera. En la 2 temporada ella tiene un bebé al que llama Joffrey, Ryan opina que ese nombre es horrible.

### Reparto recurrente
- Ethan Suplee como Spencer, el vecino rudo, fuerte y molesto de Ryan al que le tiene mucho miedo y gracias a Wilfred Ryan se le enfrenta.
- Chris Klein como Drew, el novio y después esposo odioso de Jenna, muy mal visto por Wilfred ya que tiende a ser muy mandon.
- Gerry Bednob como el Sr. Patel, un vecino gruñón de origen indio.
- Dwight Yoakam como Bruce, un hombre en el pasado de Wilfred, quién posiblemente es imaginación de Ryan. Es el único personaje en la serie que ve a Wilfred en la manera que lo ve Ryan.
- Allison Mack Como Amanda, una Bioquímica y exnovia de Ryan. En la 2 temporada ella fue la que transfirió los secretos de la compañía del padre de Ryan, incriminándolo. Para que así, hacer quebrar la compañía y para que no hubiera nada que se interpusiera entre ambos y poder vivir con Ryan para siempre. Ella se muestra mentalmente desequilibrada, por lo que Ryan, revela que ella era la culpable.
- Mary Steenburgen como Catherine Newman, la madre mentalmente inestable de Ryan y Kristen. Ella vive en un psiquiátrico. Su marido la llevó para hacerse un examen psicológico de 72 horas en el psiquiátrico, pero decidió quedarese cuando Ryan tenía 9 años, lo que provoca tensión entre ambos.
- Steven Weber como Jeremy,  exjefe de Ryan. Termina suicidándose.
- Nestor Carbonell como el Dr. Ramos, jefe y amante de Kristen y padre de Joffrey.
- Rob Riggle como Kevin Jesquire, excompañero de trabajo de Ryan.
- J.P. Manoux como Leo, el exmarido de Kristen.
- Eugene Byrd
- James Remar como  Henry Newman, el exigente e imponente Padre de Ryan y Kristen. Él le trae muchos recuerdos a Ryan que le fomentan sus traumas de la niñez entre él y su madre.
- Kristen Schaal

### Estrellas invitadas
- Ed Helms como Daryl, quien, supuestamente, abusa de Wilfred.
- † Robin Williams como el Dr. Eddy, quien trata a Ryan durante su estadía en el psiquiátrico. Más tarde, Ryan vive un extraño sueño en su cabeza, en el que aparece de nuevo el Dr. Eddy, y se dará cuenta de que es Robin Williams, ya que el cita las palabras de la película Good Will Hunting.
- Rashida Jones como Lisa, quien dirige un asilo local.
- Chip Esten como un antiguo amigo de Jenna.
- Jane Kaczmarek como Beth, una madre soltera con la que Ryan tiene un accidente automovilístico.
- Katy Mixon como Angelique, una chica que Ryan conoce por internet.
- Rhea Perlman como Mittens, una gata antropomórfica vista por la madre de Ryan. En la 2 temporada muere.
- John Michael Higgins como el Dr. Cahill, el doctor de Catherine.
- Brad Dourif como un extraño fotógrafo que Ryan conoce en un viaje espiritual dentro de su cabeza.
- Gabriella Pession como Cinzia, una atractiva chica italiana que Ryan conoce en la playa.
- Zachary Knighton como Bill, Un cartero que se vuelve buen amigo de Ryan, a quien Wilfred le hace desconfiar.
- Jim Mahoney
- Dixie Perkinson
- Angela Kinsey
- Gina Gershon
- Barry Watson
- Jenny Mollen
- Lance Reddick
- Vincent M. Ward

## Primera temporada: 2011
Ryan, un joven abogado fracasado, está en medio de una crisis nerviosa por lo que intenta suicidarse varias veces durante el primer episodio. Después de esperar bastante tiempo, Ryan se da cuenta de que sigue vivo y que las pastillas con las que intentó matarse son placebo (su hermana se las cambió). Llama a Kristen, su hermana, y le pregunta que son; ella le dice que son inofensivas. Poco tiempo después la nueva y atractiva vecina, Jenna, toca la puerta pidiendo si podía cuidar a Wilfred, su perro, durante el día ya que tenía que ir a trabajar y no lo quería dejar solo.
Ryan se sorprende al ver en vez de un simple perro, a un hombre con acento australiano y grosero en un traje de perro. Empiezan a conocerse, pero Ryan creyendo que estaba alucinando o muerto, primero no le presta atención.
Luego Wilfred le dice que tenía que salir de su encierro (su casa) y vivir la vida a su manera, divertirse y romper las reglas. A través de los episodios se meterán en problemas y situaciones cómicas.

## Segunda temporada: 2012
En esta temporada, Ryan conoce a Amanda, una bioquímica que trabaja en la empresa con él y empiezan a salir. Wilfred sigue siendo el mismo que antes y metiéndose en líos. Jenna anunció que finalmente se casaría con Drew. Kristen, tiene un bebé al que llama Joffrey. En el final de temporada Ryan ve en un dibujo en una fotografía que hizo cuando era niño, en el que aparecía Wilfred y ahí termina la temporada. Dejándonos con intriga.

## Tercera temporada: 2013
El 31 de octubre de 2012 se anunció que habría una tercera temporada. Se comenzó a filmar el 11 de marzo de 2013. Del 2 al 4 de abril de 2013 salieron los promocionales de la tercera temporada en la página oficial de Facebook, Twitter y Youtube. El 2 de mayo de 2013 se confirmó que la tercera temporada comenzaría el 20 de junio de 2013 por FX. La tercera temporada comenzó oficialmente el 20 de junio y terminó el 5 de septiembre de 2013. Durante esta temporada.

## Cuarta temporada: 2014
FX confirmó el 2 de octubre de 2013 que la serie había sido renovada por una cuarta temporada, también anunció que la serie sería trasladada a FXX, canal hermano de FX dedicado a una audiencia adolescente-adulta. De igual manera se confirmó que la cuarta temporada será la última finalizando así la serie. En abril de 2014 comenzaron a salir los primeros promocionales anunciado el inicio de temporada en junio. La cuarta temporada se estrenó el 25 de junio de 2014 y finalizó el 20 de agosto de 2014.

## Producción

### Desarrollo
Wilfred está basada en la serie australiana del mismo nombre que fue aclamada por la crítica. Adaptado para el canal FX por el cocreador de la serie Family Guy David Zuckerman. Zuckerman también es el productor ejecutivo, junto Rich y Frank Paul, Jeff Kwatinetz, y Joe y Ken Connor, los dos últimos también formaron la partida en la serie australiana original. El cocreador de Wilfred Jason Gann sirve como coproductor ejecutivo junto a Randall Einhorn. Wilfred es producido por FX Productions. El episodio piloto fue filmado en el verano de 2010, escrito por Zuckerman, y dirigido por Einhorn.

### Casting

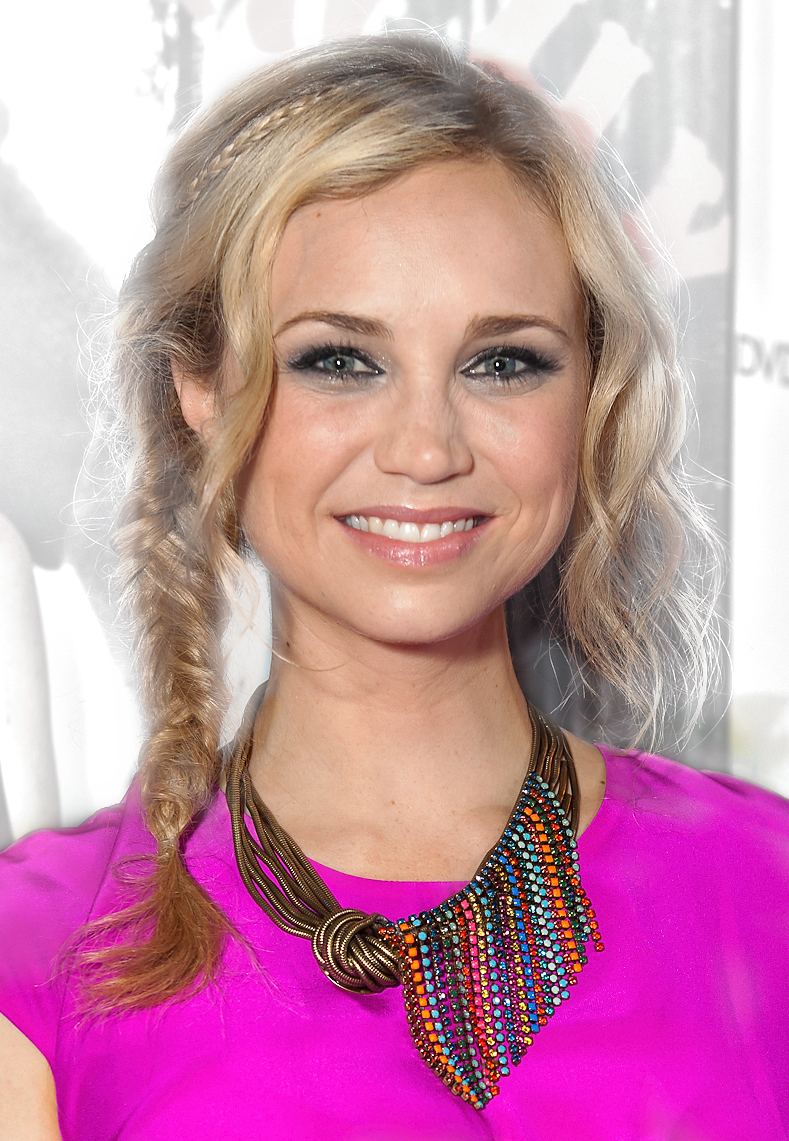
Fiona Gubelmann interpreta a Jenna.

La elección de Elijah Wood como Ryan fue anunciada el 29 de junio de 2010. Ryan es descrito como "un joven introvertido y preocupado, luchando sin éxito para hacer su camino en el mundo hasta que forma una amistad única con Wilfred, mascota canina de su vecina" observa David Zuckerman "Nosotros queríamos a un actor nuevo en estos temas, alguien que nunca hubiera trabajado en una serie, hicimos miles de audiciones para encontrar al Ryan correcto, hasta que apareció Elijah y quedamos encantados con él. Es un muchacho muy dulce y simple y amante de los animales. Así nos imaginamos a Ryan" El cocreador de la serie Jason Gann también retoma su papel del perro del mismo nombre Wilfred, un personaje descrito por Zuckerman como un Perro de agua español que es "parte Labrador Retriever y parte Russell Crowe cruzados en una borrachera". Fiona Gubelmann interpreta a Jenna, la dueña de Wilfred y vecina de Ryan, que trabaja como productora de noticias local. Dorian Brown fue elegida como Kristen, la hermana mayor de Ryan sumamente controladora y condescendiente.

## Recepción
La recepción crítica de la adaptación de Estados Unidos de Wilfred, era comparable a la de la serie australiana original, con revisiones generalmente positivas. La crítica del sitio Web Metacritic da a la serie un promedio de 67 sobre 100. Curt Wagner, escribiendo en Redeye (The Chicago Tribune), dijo: "Relleno de situaciones absurdas y de mal gusto, Wilfred es el más extraño nuevo espectáculo en la televisión y la más divertida. David Wiegand, en el San Francisco Chronicle, dijo: "Wilfred funciona en muchos niveles, algo que puede no ser evidente hasta después de dejar de reír."
Jerry Matters de la revista Rolling Stones, le da a Wilfred una crítica favorable, diciendo: "No pude dejar de reír en todo el capítulo, Wilfred es una serie muy loca y bizarra pero muy humana. Trata sobre los temas más importantes de la vida: el amor, la amistad, el dolor, etc. Se la recomiendo a todo aquel que quiera reírse sin parar". Otra crítica menos favorable, fue la de Maurice Mackk de The New York Times: "Siento que Wilfred no avanza. Me sentí cautivado en el primer capítulo, pero luego de dos temporadas sigue en el mismo tema de siempre; un hombre con un perro que se drogan en el sótano. Cada vez que parecía que iba a avanzar, pronto se dice que es broma y continua con las cosas que hacen todos los días. Eso para mí no funciona."
Tomas Gliatto de People Weekly dio una crítica menos positiva diciendo: "El espectáculo es La extraña pareja redefinido por la psicosis y la fantasía. No estoy moviendo mi cola". El mundo.es escribió lo siguiente: "Muy original, sí, pero no es para mí. O igual ni siquiera tan original. Ya no. 'Wilfred' me carga. Me cargaba en su primera temporada y ahora, en su segunda, también. No le veo la gracia. Bueno, sí se la veo, pero de lejos. Supongo que no soy su público. El perro-no-perro casposo interpretado por Jason Gann me interesaba más como concepto que como realidad. Muy gracioso en teoría. En la práctica, cargante."
Sammy Huck, crítico de la revista Rolling Stones, dio a Wilfred críticas negativas y positivas: "Me divierto mucho con Wilfred y adoro ver las locuras en las que se meten, pero el intento de Wilfred por convertirse en una serie de culto, es lo que le desfavorece. Siempre trata de hacer cosas parecidas a las de Family Guy o American Dad y creo que ya tenemos suficientes con esas."
El 31 de octubre de  2012, Wilfred fue renovada para una tercera temporada de 13 episodios. Reed Agnew y Jorne Eli se será los productores ejecutivos. David Zuckerman permanecerá como productor ejecutivo

## Transmisiones internacionales
- Australia - Estreno en Eleven, el 28 de junio de 2011 los martes a las 9:30 p. m. horario local.[33]
- Canadá - Estreno el 30 de octubre de 2011, los jueves a las 10:00 p. m. Horario local, como un título para FX Canadá.[34][35]
- Irlanda - Estreno en BBC Three, el 16 de agosto de 2011 a las 10:30 p. m. horario local.[36]
- Filipinas - Estreno en  Jack TV, el 20 de marzo de 2012, a las 9:30 horario local.[37]
- Reino Unido - Estreno en  BBC Three, el 16 de agosto de 2011 a las 10:30 p. m.[36]
- Latinoamérica - Estreno en  FX, el 13 de noviembre de 2011, los domingos a las 12:00 a. m. Horario local.
- España - Estreno en FOX, el 14 de septiembre de 2012.
- Alemania - Estreno en ProSieben Fun, el 24 de febrero de 2013.
- Turquía - Estreno en FX, el 1 de marzo de 2013.
- Croacia,Serbia, Bosniay Herzegovina -Estreno en Fox, marzo de 2013.
- México - Estreno en Azteca 7, el 18 de marzo de 2013.
- Colombia - Estreno en RCN Televisión.
- Uruguay - Estreno en Monte Carlo TV.
- Venezuela - Estreno en Venevisión.